# Посольство Словении в России
Посольство Республики Словении в Российской Федерации (словен. Veleposlaništvo Republike Slovenije v Ruski federaciji) — дипломатическая миссия Словении в России, расположена в Москве в Тверском районе на улице Малая Дмитровка.
- Чрезвычайный и Полномочный Посол Республики Словении в Российской Федерации — Дарья Бавдаж Курет (верительные грамоты вручены 4 декабря 2023 года).
- Адрес посольства: 127006, Москва, улица Малая Дмитровка, 14/1.
- Телефон: +7 495 737 63 55
- Факс: +7 495 694 15 68
- Электронная почта: vmo@gov.si

## Дипломатические отношения
Россия признала независимость Словении 14 февраля 1992 года. Дипломатические отношения Российской Федерации со Словенией были установлены 25 мая 1992 года.

## Аккредитация
Посольство аккредитовано также в следующих государствах: Республика Беларусь, Республика Казахстан, Республика Узбекистан, Республика Таджикистан и Туркменистан.

## Отделы посольства
- Политический отдел
- Экономический отдел
- Консульский отдел
- Атташе по вопросам обороны
- Административный отдел

## Послы Словении в России
- Саша Гержина (1993—1995)
- Душан Сной (1996—2001)
- Франци Демшар (2001—2005)
- Андрей Бенедейчич (2005–2008)
- Ада Филип-Сливник (2009—2013)
- Примож Шелиго (2013—2018)
- Бранко Раковец (2018—2023)
- Дарья Бавдаж-Курет (с 2023)

## Городская усадьба Алексеевых
Посольство расположено в главном доме городской усадьбы Алексеевых, построенной в 1-й трети XIX века. Дом подвергался перестройкам в 1870 году и в 1890-е годы (архитектор И. П. Залесский).
В 1850-х и начале 1860-х годов усадьба принадлежала профессору С. И. Баршеву, декану юридического факультета МГУ в 1847—1863 годах. В особняке часто бывали учёные Московского университета. С конца 1890-х годов в доме размещалось Московское общество велосипедистов-любителей, одним из учредителей которого был инженер В. Г. Шухов. Вплоть до второй половины 1910-х годов владение принадлежало Алексеевым. В 1920-х годах здесь находилась 1-я опытная станция Главсоцвоспитания Наркомпроса. В эти же годы одну из квартир дома занимала народная артистка СССР, дважды лауреат Сталинской премии Ф. В. Шевченко.
В 2004 году городская усадьба Алексеевых в составе главного дома и жилого флигеля была принята под государственную охрану. Оба здания являются объектами культурного наследия регионального значения.